# مورچه و مورچه‌خوار
مورچه و مورچه‌خوار (به انگلیسی: The Ant and the Aardvark) سریال کارتونی بود که توسط کمپانی DePatie-Freleng Enterprises بین سالهای ۱۹۶۹ تا ۱۹۷۱ تولید شده‌است. این مجموعه پس از دو سال در سال ۱۹۷۱ (۱۳۵۰ خورشیدی) به پایان رسید و نسخه جدید آن بین سال های ۲۰۱۰ تا ۲۰۱۵ پخش می شد‌.

مورچه و مورچه خوار

این کارتون تلاش‌های یک موریانه‌خوار آبی‌رنگ بدون نام را برای گرفتن و خوردن مورچه‌ای قرمز رنگ به نام چارلی نشان می‌داد. این سریال کارتونی، توسط کمپانی یونایتد آرتیستس منتشر شده‌است.
برگردان فارسی این اثر، در دههٔ ۴۰ خورشیدی به مدیریت حسن عباسی انجام شد. در این دوبله مهدی آرین‌نژاد به جای مورچه‌خوار و حسن عباسی به جای مورچه صحبت کرده‌اند.

مورچه‌خوار
مورچه
مورچه‌خوار سبز